# Tränen in Florenz
Tränen in Florenz ist ein deutsches Filmmelodram aus dem Jahre 1984 mit dem Modeschöpfer Wolfgang Joop in der Hauptrolle.

## Handlung
Durch einen Autounfall lernen sich der deutsche Modeschöpfer Rüdiger Kaienberg und die italienische Gräfin Vera da Vinci kennen. Sie wird dabei verletzt, und Kaienberg besucht sie am Krankenbett. Rasch verliebt sich der attraktive Couturier in die rassige Südländerin. Nachdem der renommierte Schönheitschirurg Prof. Visconti die letzten Unfallsspuren in ihrem Gesicht geglättet haben wird, wollen beide heiraten. Die Narbe ist beseitigt, und eigentlich stünde der Eheschließung zwischen den beiden nichts mehr im Wege.
Wolfram Dernbach, Rüdigers Kompagnon, recherchiert jedoch auf eigene Faust bezüglich der gräflichen Herkunft und entdeckt dabei ein finsteres Geheimnis in der Vita derer da Vinci: Vera wie auch Rüdiger sollen angeblich von ein und derselben Frau zur Welt gebracht worden sein, somit wäre eine Eheschließung Inzest. Diese Erkenntnis ist für die beiden Liebenden herzzerreißend, und es kommt zu den titelgebenden Tränen in Florenz.

## Produktionsnotizen
Tränen in Florenz entstand 1983 in Italien und wurde am 25. Februar 1984 in Berlin im Rahmen der IFF-Messe vorgestellt. Deutscher Massenstart war erst am 15. April 1985.

## Kritik
„Für dieses opulente Breitandlichtspiel holte sich das Jungfilmer-Team Marianne Schäfer und Peter Rueben seine Inspiration nicht von der Seelenmüllhalde unserer Wohlstandsgesellschaft, sondern vom Groschenromanwühltisch einer Bahnhofsbuchhandlung. (…) Im eigens dafür kreierten Filmstil der „Neuen Prächtigkeit“ ist mitten in den achtziger Jahren ein „Falscher Fuffziger-Film“ entstanden.“

„Ein im Stil eines grell-bunten Kitsch-Märchens entwickeltes Melodram aus der Welt des Adels, der Hochfinanz und der Modeschöpfer. Die dick auftragende Groschenroman-Geschichte um Glück und Unglück ist allenfalls in einigen Momenten der ironischen Brechung erträglich.“